# Plethodon chlorobryonis
Plethodon chlorobryonis är en groddjursart som beskrevs av Myron Budd Mittleman 1951. Plethodon chlorobryonis ingår i släktet Plethodon och familjen lunglösa salamandrar. Inga underarter finns listade i Catalogue of Life.